# Chongqing World Financial Center
Das Chongqing World Financial Center (chines.: 重庆环球金融中心; Pinyin: Chóngqìng Huánqiú Jīnróng Zhōngxīn) ist ein 339 Meter hoher Wolkenkratzer.
Er befindet sich in Chongqing, China. Die Bauarbeiten des im Jahr 2007 vorgestellten Projekts begannen im Sommer 2010 und wurden 2015 abgeschlossen. Bereits im September 2013 erreichte die Baustelle ihre Endhöhe. Es war zu dem Zeitpunkt das höchste Gebäude der Stadt. 2019 wurde es jedoch schließlich vom Raffles City Chongqing an dieser Stelle abgelöst.  Das Hochhaus beherbergt 73 Büroetagen.